# Chancellor

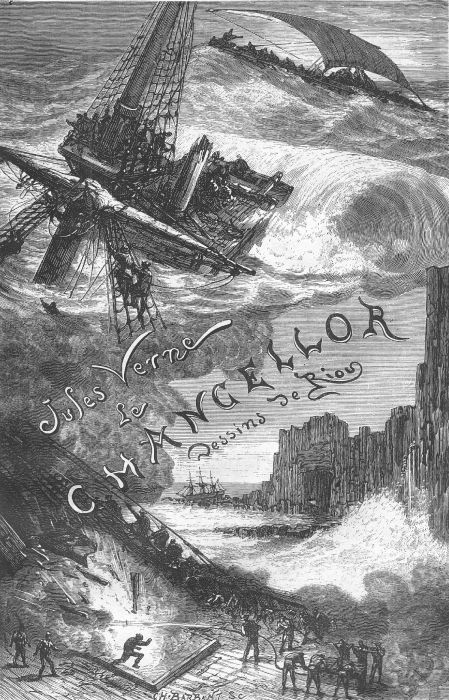
Strona tytułowa francuskiego wydania.

Chancellor (fr. Le Chancellor. Journal du passager J.-R. Kazallon, 1875) – jednotomowa powieść Juliusza Verne’a z cyklu Niezwykłe podróże złożona z 57 rozdziałów.
Pierwsze polskie przekłady pojawiły się w odcinkach i w postaci książkowej w 1876.
Polskie wydania nosiły do tej pory wiele tytułów:
- 1876 Chancellor. Notatki podróżnego J. R. Kazallon
- 1876 Chancellor
- 1894 Przygody na okręcie «Chancellor». Notatki podróżnego J. R. Kazallon
- 1900 Rozbitki z okrętu «Chancellor»
- 1991 Rozbitkowie z «Chancellora»